# Rajania nipensis
Rajania nipensis är en enhjärtbladig växtart som beskrevs av Richard Alden Howard. Rajania nipensis ingår i släktet Rajania och familjen Dioscoreaceae. Inga underarter finns listade i Catalogue of Life.